# Fury (Amerikaanse band)
Fury is een Amerikaanse hardcore punkband uit Zuid-Californië.

## Geschiedenis
Fury bracht hun demo met zes nummers voor het eerst uit via Mosher's Delight Records in maart 2014. Dit werd snel gevolgd door de publicatie van hun debuut-ep Kingdom Come, later in 2014 bij Triple-B Records. Aan het einde van 2015 bracht Fury een promo uit voor hun volledige album van 2016. In 2016 bracht Fury hun debuutalbum Paramount uit bij Triple-B Records. Met de positieve feedback van de eerdere publicaties van de band waarin elementen van de jeugdige bezetting en andere hardcore subgenres worden gecombineerd, bracht Fury een promo uit voor hun lp 2019. Op 3 mei 2019 bracht Fury, onder contract bij Run for Cover Records, hun tweede volledige album Failed Entertainment uit.

## Bezetting
- Alex Samayoa[2]
- Alfredo Gutierrez[3]
- Danny Samayoa[4]
- Jeremy Stith[5]
- Madison Woodward[6]